# Hohenhagen (Wuppertal)
Hohenhagen war eine Ortslage im Norden der bergischen Großstadt Wuppertal, die in der zweiten Hälfte des 20. Jahrhunderts wüst gefallen ist.

## Lage und Beschreibung
Die Ortslage befand sich im äußersten Nordwesten des Wohnquartiers Hatzfeld im Stadtbezirk Barmen unmittelbar an der Stadtteilgrenze von Elberfeld und Barmen auf einer Höhe von 254 m ü. NHN auf dem Gelände der Kleingartenanlage Hohenhagen. Historische Wohngebäude des ursprünglichen Wohnplatzes sind nicht erhalten. 
Benachbarte Ortslagen, Hofschaften und Wohnplätze sind Auf’m Hagen, Uellendahler Brunnen, Dickten, Horather Schanze, Horath, Gemeinde, Siepen und Tente. Der benachbarte Wohnplatz Am Hagen ist ebenfalls überbaut worden.
Bei der Ortslage befindet sich ein Sport- und Freizeitzentrum namens Rainbow Park, das Naturschutzgebiet Hohenhager Bachtal und Umgebung beginnt am nordöstlichen Rand des Orts.

## Geschichte
Der Ort selbst bestand 1704 aus ein bis zwei Hofgütern. Er gehörte bis 1807 der Gennebrecker Bauerschaft innerhalb des Hochgerichts und der Rezeptur Schwelm des Amts Wetter in der Grafschaft Mark an. Von 1807 bis 1814 war Hohenhagen aufgrund der napoleonischen Kommunalreformen im Großherzogtum Berg Teil der Landgemeinde Gennebreck innerhalb der neu gegründeten Mairie Hasslinghausen im Arrondissement Hagen, die nach dem Zusammenbruch der napoleonischen Administration nun der Bürgermeisterei Haßlinghausen (ab 1844 Amt Haßlinghausen) im Landkreis Hagen (ab 1897 Kreis Schwelm, ab 1929 Ennepe-Ruhr-Kreis) angehörte.
Auf der Topographia Ducatus Montani des Erich Philipp Ploennies aus dem Jahre 1715 ist der Hof a.h.Hacken verzeichnet. Im 19. Jahrhundert gehörte Hohenhagen zur Landgemeinde Gennebreck im Kreis Schwelm. Der Ort ist auf der Topographischen Aufnahme der Rheinlande von 1824 als Hagen und auf der Preußischen Uraufnahme von 1843 als Am Hagen beschriftet, auf dem Wuppertaler Stadtplan von 1930 mit Hohenhagen. Südwestlich der Hofstelle verlief die Grenze zur Stadt Elberfeld, südöstlich die zur Stadt Barmen.
Im Gemeindelexikon für die Provinz Westfalen von 1887 werden drei Wohnhäuser mit 40 Einwohnern angegeben.
Mit der Kommunalreform von 1929 wurde der südliche Teil um Hohenhagen von Gennebreck abgespalten und in die neu gegründete Stadt Wuppertal eingemeindet. Am Ort verlief ein Kohlenweg von Sprockhövel nach Elberfeld vorbei, auf dem im ausgehenden 18. Jahrhundert und in der ersten Hälfte des 19. Jahrhunderts Steinkohle von den Zechen im südlichen Ruhrgebiet zu den Fabriken im Wuppertal transportiert wurde, das in dieser Zeit das industrielle Herz der Region war. Von dem Kohlenweg ist bei Hohenhagen ein Hohlweg im Gelände erhalten, der Franzosenweg genannt wird und dessen Einschnitt als Naturdenkmal unter Schutz steht.